# 水貝駅
水貝駅（すいばいえき）は中華人民共和国深圳市羅湖区に位置する深圳地下鉄竜崗線の駅。

## 駅構造
- 島式ホーム1面2線を有する地下駅。ホームドア設置。

| 竜崗線ホーム (B2F) | ←■3号線 益田方面 |
| 竜崗線ホーム (B2F) | 島式ホーム       |
| 竜崗線ホーム (B2F) | ■3号線 双竜方面→ |

## 歴史
- 2011年6月22日 - 開業。

## 隣の駅
深圳地下鉄
■3号線
草埔駅 - 水貝駅 - 田貝駅